# Йокодзуна

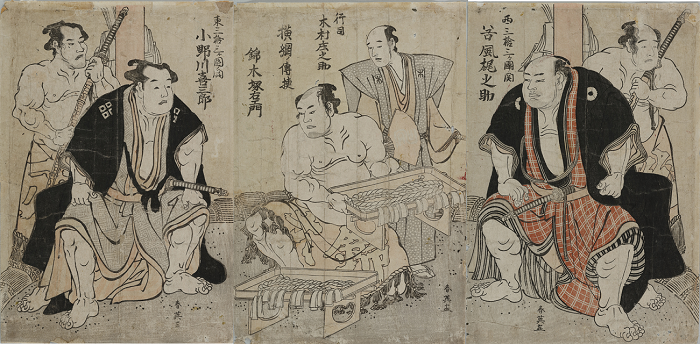

Йокодзуна (яп. 横綱, よこづな, «товстий канат») — найвищий титул і звання борця в традиційній японській боротьбі сумо. Повна назва: йокодзуна рікісі (横綱力士, «силач товстого канату»). Звання «йокодзуна» надається борцям, які мають звання одзекі і відзначаються особливими бойовими якостями та силою.
Назва «йокодзуна» походить від однойменного міцного товстого канату, виготовленого з білих конопель, який використовується як прикраса поверх поясу найсильнішого борця-сумоїста.
Перша писемна згадка про йокодзуну датується 1890 роком. Цей титул було надано борцю Нісіноумі. Проте першим легандарним йокодзуною вважається самурай-силач Акасі Сіґаносуке.
Початково «йокодзуна» був лише титулом найсильнішого одзекі, але з 1909 року він виокремився в окреме найвище звання. На сьогодні право присвоювати звання і титул йокодзуни надежить Японській асоціації сумо.